# Бескровная хирургия
Бескровная хирургия (кровесберегающие технологии, кровесбережение) — направление в хирургии и трансфузиологии, нацеленное на разработку технологий, способствующих наиболее полному сохранению собственной крови больного и минимальному применению компонентов донорской крови при выполнении обширных оперативных вмешательств; представляет собой комплекс безопасных и эффективных хирургических, трансфузиологических и анестезиологических методов, позволяющих ограничить использование донорской крови у хирургических пациентов.
Менеджмент крови пациента (сокр. МКП; англ. Patient blood management, PBM) — мультидисциплинарная и ориентированная на пациента методика кровесбережения, которая опирается на своевременное применение доказательных медицинских и хирургических подходов к поддержанию концентрации гемоглобина, оптимизации гемостаза и минимизации кровопотери. Целью применения МКП является улучшение итога медицинского вмешательства для здоровья пациента.
Концепция «менеджмента крови пациента» одобрена и рекомендована к внедрению Всемирной организацией здравоохранения.

## Научные достижения
Проведённые в последнее десятилетие научные разработки показывают, что переливание донорской крови всегда сопряжено с различными осложнениями, иммуносупрессией, метаболическими расстройствами и коагулопатией. Даже несмотря на строгий отбор и контроль доноров, в более чем 4 % случаев к донорству допускаются люди с различными инфекционными заболеваниями, из них более 50 % гепатитами B и С и ВИЧ-инфекцией. Кроме того, тесты для обнаружения инфекции в крови существуют ещё не для всех вирусов.
Сократить переливания донорской крови на 60 % при оперативных вмешательствах в кардиохирургии позволяет мини-контур экстракорпорального кровообращения, применяемый вместо обычного аппарата искусственного кровообращения.
Как показывают клинические исследования больных из общины свидетелей Иеговы, плановые операции можно безопасно проводить даже с предоперационным уровнем гемоглобина 60 г/л, если ожидаемая кровопотеря не превышает 500 мл. Сам уровень гемоглобина отрицательно влияет на исход только при величине менее 30 г/л.
В современных условиях существует множество альтернатив, позволяющих избежать переливание донорской крови: фармакологические способы, биохимические микротесты, аутологичное донорство и реинфузия излившейся крови, острая нормоволемическая гемодилюция, трансфузионные кровезаменители, иммунологическая толерантность к гипоксии, коагуляционные методики, соответствующее анестезиологическое обеспечение, поддержание температуры тела пациента и его положение на операционном столе.

## Возможность полного отказа от компонентов донорской крови
Директор Гематологического научного центра Российской академии медицинских наук РАМН академик А. И. Воробьёв на запрос «Комитета по спасению молодежи» в 1998 г. дал следующий официальный ответ:
1. Переливание цельной крови не практикуется на территории РФ, только переливание компонентов крови рекомендовано Минздравом.
 
2. Переливание компонентов крови (эритромасса, плазма, тромбоциты) в соответствии с инструкцией производится только по жизненным показаниям.

3. Имеется широкий круг заболеваний и синдромов, лечение которых возможны сегодня только с применением переливания компонентов крови. В этих случаях переливание является единственным способом спасения жизни человека.
Австралийские правила менеджмента крови пациента в неонатологии и педиатрии, составленные представителями 15 медицинских организаций (CICM, RANZCOG, RACS, ACEM и др.) и изданные Национальным департаментом крови Австралии в 2016 году, содержат следующую рекомендацию:
В ситуациях, когда могут быть показаны компоненты крови, трансфузия не должна быть действием по умолчанию. Решение о том, проводить трансфузию или нет, следует тщательно обдумать, приняв во внимание полный спектр имеющихся терапий, а также сбалансированно соотнеся доказательства эффективности и улучшения итога лечения с потенциальными рисками.
В 2004 году Николас Жаббур (в то время — адъюнкт-профессор хирургии из Медицинская школа Кека) и 11 соавторов опубликовали в журнале Annals of Surgery статью, в которой описали бескровные подходы к проведению одной из наиболее сложных операций в хирургии — трансплантации печени. Эти подходы были апробированы на восьми пациентах из числа свидетелей Иеговы. Исследование выявило сходные уровни смертности и времени пребывания в больнице у этих пациентов по сравнению с теми, у кого при операции допускалось переливание компонентов донорской крови. Авторы делают вывод, что в связи с хронической нехваткой доноров, а также известными и неизвестными рисками переливания, бескровные методы могут широко применяться ко всем пациентам при различных хирургических вмешательствах. Категорический отказ свидетелей Иеговы от донорской крови не должен отталкивать медицинское сообщество от научного и технического развития бескровной медицины, считают исследователи.
| Исследование         | Профиль        | Трансфузии | Пациентов | Летальность |
| -------------------- | -------------- | ---------- | --------- | ----------- |
| Vasques et al.; 2016 | кардиохирургия | нет        | 564       | 2,6 %       |
| Vasques et al.; 2016 | кардиохирургия | да         | 903       | 3,6 %       |

## Применение

### Россия
По мнению профессора Ю. В. Немытина, возглавляющего 3-й Центральный военный клинический госпиталь имени А. А. Вишневского, при операциях аортокоронарного шунтирования возможно полностью отказаться от применения донорской крови и её компонентов, а при операциях коррекции пороков сердца — существенно сократить их объём.

### США
В 2011 году Министерство здравоохранения и социальных служб США и организация AABB провели опрос по темам, связанным с заготовкой и переливанием крови, в котором приняли участие 151 банк крови и 1342 больницы США. Согласно опросу, из числа тех из этих больниц, которые выполняли переливание крови, 57 % также имели действующую программу лечения пациентов, отказывающихся от переливаний по религиозным, культурным или личным причинам.